# Mound City (Dakota del Sud)
Mound City è una città della contea di Campbell, Dakota del Sud, Stati Uniti. La popolazione era di 71 abitanti al censimento del 2010. È il capoluogo della contea di Campbell.
Mound City è chiamata così per via dei tumuli indiani vicino al sito originale della città.

## Geografia fisica
Secondo lo United States Census Bureau, ha un'area totale di 0,13 mi² (0,34 km²).

## Società

### Evoluzione demografica
Secondo il censimento del 2010, la popolazione era di 71 abitanti.

### Etnie e minoranze straniere
Secondo il censimento del 2010, la composizione etnica della città era formata dal 98,6% di bianchi, lo 0,0% di afroamericani, lo 0,0% di nativi americani, lo 0,0% di asiatici, lo 0,0% di oceanici, lo 0,0% di altre razze, e l'1,4% di due o più etnie. Ispanici o latinos di qualunque razza erano lo 0,0% della popolazione.